# Miuriego
Miuriego (ros. Мюрего) – wieś w Rosji, w Dagestanie, w rejonie siergokalińskim. W 2010 liczyła 4228 mieszkańców, głównie Dargijczyków.